# 卡拉斯卡尔德瓦雷加斯
卡拉斯卡尔德瓦雷加斯，是西班牙卡斯蒂利亚-莱昂萨拉曼卡省的一个市镇。 总面积77平方公里，总人口522人（2001年），人口密度7人/平方公里。